# Mayobanex de Óleo
Mayobanex de Óleo Méndez (né le 26 mai 1993) est un athlète dominicain, spécialiste du sprint.
En mai 2016, lors des Championnats ibéro-américains à Rio, il reporte le titre et bat le record national du relais 4 x 100 m en 38 s 52, ce qui lui permet d'obtenir le minima pour les Jeux olympiques de la même ville.